# Кунц, Дин
Дин Рэй Кунц (Dean Ray Koontz; род. 9 июля 1945[…], Everett, Пенсильвания) — американский писатель-фантаст.

## Биография
Родился и вырос в Пенсильвании, США. В 1967 году окончил Шиппенбургский университет и некоторое время работал учителем английского языка.
Его мечтой была писательская карьера. Первый же роман, Star Quest, вышедший в 1968 году, принёс молодому автору читательский успех. С тех пор известен во всём мире как мастер остросюжетных триллеров. Суммарный тираж его книг превысил 100 миллионов экземпляров.
C 2004 года изданием книг Дина Кунца в России занимается издательство «Эксмо». Его романы составляют серию «Дин Кунц. Коллекция». Также в 2009 году в серии «Книга-загадка, книга-мистика» была открыта его именная серия — «Книга-загадка, книга-мистика. Дин Кунц».

### Романы
- 1968 — Star Quest — Мутанты (= Звёздный поиск)
- 1969 — The Fall of the Dream Machine — Вызов смерти (= Шоу смерти/Закат машины снов/Казино Смерти)
- 1969 — Fear That Man — Человек страха
- 1970 — Anti-man — Античеловек
- 1970 — Beastchild — Зверёныш (= Вестник смерти)
- 1970 — The Dark Symphony — Симфония тьмы
- 1970 — Hell’s Gate — Путь из ада (= Врата ада)
- 1971 — The Crimson Witch — Багровая ведьма
- 1971 — Demon Child — Ребёнок-демон (writing as Deanna Dwyer)
- 1971 — Legacy Of Terror — Наследие страха (writing as Deanna Dwyer)
- 1972 — A Darkness in My Soul — Душа тьмы
- 1972 — The Flesh in the Furnace — Кукольник
- 1972 — Starblood — Звёздная кровь
- 1972 — Warlock — Ясновидящий
- 1972 — Children of the Storm — Дети бури (writing as Deanna Dwyer)
- 1972 — The Dark Of Summer — Тьма лета (writing as Deanna Dwyer)
- 1972 — Chase — Чейз (= Погоня) (writing as K R Dwyer)
- 1972 — Dance With The Devil — Танец с дьяволом (writing as Deanna Dwyer)
- 1973 — The Haunted Earth — Земля призраков
- 1973 — A Werewolf Among Us — Оборотень среди нас
- 1973 — Hanging on — Повешение
- 1973 — Demon Seed — Дьявольское семя (роман был полностью переписан автором в 1997 году; на русском языке выходила только эта обновлённая версия)
- 1973 — Shattered — Отчаявшийся (= Помеченный смертью) (writing as K. R. Dwyer)
- 1974 — After the Last Race
- 1975 — Dragonfly (writing as K R Dwyer)
- 1975 — Nightmare Journey
- 1975 — Invasion (writing as Aaron Wolfe)
- 1975 — The Long Sleep (writing as John Hill)
- 1976 — Night Chills — Ночной кошмар
- 1976 — Prison of Ice — Ледяная тюрьма (writing as David Axton)
- 1977 — Time Thieves
- 1977 — The Vision
- 1977 — The Face of Fear — Лицо страха (writing as K. R. Dwyer)
- 1979 — The Key to Midnight (writing as Leigh Nichols)
- 1980 — The Voice of the Night
- 1980 — The Funhouse
- 1980 — Whispers — Шорохи
- 1981 — The Mask — Маска
- 1981 — The Eyes of Darkness — Глаза тьмы
- 1981 — The House of Thunder — Дом грома
- 1983 — Phantoms — Фантомы
- 1984 — Darkness Comes (позднее название Darkfall) — Сошествие тьмы
- 1984 — The Servants of Twilight — Сумерки
- 1985 — The Door to December — Дверь в декабрь
- 1985 — Twilight Eyes — Сумеречный взгляд
- 1986 — Strangers — Незнакомцы
- 1987 — Watchers — Ангелы-хранители
- 1987 — Shadow Fires — Призрачные огни
- 1988 — Lightning — Молния
- 1989 — Midnight — Полночь
- 1990 — The Bad Place — Нехорошее место
- 1991 — Cold Fire — Холодный огонь
- 1992 — Hideaway — Логово
- 1993 — Mr. Murder — Мистер Убийца
- 1993 — Dragon Tears — Слёзы дракона
- 1994 — Winter Moon — Зимняя луна
- 1994 — Dark Rivers of the Heart — Тёмные реки сердца
- 1995 — Icebound
- 1995 — Strange Highways — Неведомые дороги
- 1996 — Intensity — Очарованный кровью
- 1996 — Ticktock — Тик-Так
- 1997 — Sole Survivor — Единственный выживший
- 1998 — Fear Nothing — Живущий в ночи
- 1998 — Seize the Night — Скованный ночью
- 1999 — False Memory — Ложная память
- 2000 — From the Corner of His Eye — Краем глаза
- 2001 — One Door Away from Heaven — До рая подать рукой
- 2002 — By the Light of the Moon — При свете Луны
- 2003 — The Face — Лицо в зеркале
- 2003 — Odd Thomas — Странный Томас
- 2004 — The Taking
- 2004 — Life Expectancy — Предсказание (перевод Виктора Вебера)
- 2005 — Prodigal Son
- 2005 — Velocity — Скорость
- 2005 — City of Night (novel)|City of Night
- 2005 — Forever Odd — Казино смерти
- 2006 — The Husband
- 2006 — Brother Odd — Брат Томас
- 2007 — The Good Guy — Славный парень
- 2007 — The Darkest Evening of the Year — Самый тёмный вечер в году
- 2008 — Odd Hours — Ночь Томаса
- 2008 — Your Heart Belongs to Me — Твоё сердце принадлежит мне
- 2009 — Relentless
- 2009 — Dead and Alive
- 2010 — Lost Souls
- 2010 — What the Night Knows
- 2011 — Frankenstein: Dead Town
- 2011 — 77 Shadow Street
- 2012 — House of Odd
- 2012 — Odd Apocalypse
- 2013 — Innocence
- 2013 — Deeply Odd
- 2014 — The City
- 2015 — Ashley Bell
- 2015 — Saint Odd
- 2017 — The Silent Corner — Тихий уголок
- 2017 — The Whispering Room — Комната шепотов
- 2018 — The Crooked Staircase
- 2020 — Devoted
- 2020 — Elsewhere
- 2021 — The Other Emily
- 2022 — Quicksilver
- 2022 — The Big Dark Sky
- 2023 — The House at the End of the World
- 2023 — After Death
- 2024 — The Bad Weather Friend

### Эссе и предисловия
- 1966 — «Of Childhood» (Reflector)
- 1966 — «Ibsen’s Dream» (Reflector)
- October 15, 2003 — Introduction to Great Escapes: New Designs for Home Theaters by Theo Kalomirakis
- October 1, 2003 — Foreword to Love Heels: Tales from Canine Companions for Independence

### Рассказы
- 1965 — «The Kittens»
- 1965 — «This Fence»
- 1966 — «Some Disputed Barricade»
- 1966 — «A Miracle is Anything»
- 1967 — «Soft Come the Dragons»
- 1967 — «Love 2005»
- 1967 — «To Behold the Sun»
- 1968 — «The Psychedelic Children»
- 1968 — «The Twelfth Bed»
- 1968 — «Dreambird»
- 1969 — «In the Shield»
- 1969 — «Temple of Sorrow»
- 1969 — «Killerbot»
  - revised and re-issued in 1977 as «A Season for Freedom»
- 1969 — «Where the Beast Runs»
- 1969 — «The Face in His Belly» Part One
- 1969 — «Dragon In the Land»
- 1969 — «The Face in His Belly» Part Two
- 1969 — «Muse»
- 1970 — «A Third Hand»
- 1970 — «Nightmare Gang»
- 1970 — «The Good Ship Lookoutworld»
- 1970 — «The Mystery of His Flesh»
- 1970 — «Emanations»
- 1970 — «Beastchild»
- 1970 — «The Crimson Witch»
- 1970 — «Shambolain»
- 1970 — «Unseen Warriors»
- 1971 — «Bruno»
- 1972 — «The Terrible Weapon»
- 1972 — «Cosmic Sin»
- 1972 — «Altarboy»
- 1972 — «Ollie’s Hands»
  - revised and re-issued in 1987
- 1972 — «A Mouse in the Walls of the Global Village»
- 1973 — «Grayworld»
- 1973 — «The Sinless Child»
- 1973 — «Wake Up To Thunder»
- 1973 — «Terra Phobia»
- 1973 — «The Undercity»
- 1974 — «We Three»
- 1974 — «Night of the Storm»
  - re-issued as a graphic novel in 1976
- 1986 — «Down in the Darkness»
- 1986 — «Weird World»
- 1986 — «Snatcher»
- 1986 — «The Monitors of Providence» (collaboration)
- 1986 — «The Black Pumpkin»
- 1987 — «The Interrogation»
- 1987 — «Hardshell»
- 1987 — «Miss Atilla the Hun»
- 1987 — «Twilight of the Dawn»
- 1987 — «Graveyard Highway»
- 1989 — «Trapped»
  - re-issued as a graphic novel in 1992
- 1998 — «Pinkie»
- 1999 — «Black River»
- 2001 — «Qual Con»
- 1993 — Dragon Tears — Слёзы дракона
- 1994 — Winter Moon — Зимняя луна
- 1994 — Dark Rivers of the Heart — Тёмные реки сердца
- 1995 — Icebound
- 1995 — Strange Highways — Неведомые дороги
- 1996 — Intensity — Очарованный кровью
- 1996 — Ticktock — Тик-Так
- 1997 — Sole Survivor — Единственный выживший
- 1998 — Fear Nothing — Живущий в ночи
- 1998 — Seize the Night — Скованный ночью
- 1999 — False Memory — Ложная память
- 2000 — From the Corner of His Eye — Краем глаза
- 2001 — One Door Away from Heaven — До рая подать рукой
- 2002 — By the Light of the Moon — При свете Луны
- 2003 — The Face — Лицо в зеркале
- 2003 — Odd Thomas — Странный Томас
- 2004 — The Taking
- 2004 — Life Expectancy
- 2005 — Prodigal Son
- 2005 — Velocity — Скорость
- 2005 — City of Nightnovel)|City of Night
- 2005 — Forever Odd
- 2006 — The Husband
- 2006 — Brother Odd — Брат Томас
- 2007 — The Good Guy — Славный парень
- 2007 — The Darkest Evening of the Year — Самый тёмный вечер в году
- 2008 — Odd Hours — Ночь Томаса
- 2008 — Your Heart Belongs to Me — Твоё сердце принадлежит мне
- 2009 — Relentless
- 2009 — Dead and Alive
- 2010 — Lost Souls
- 2010 — What the Night Knows
- 2011 — Frankenstein: Dead Town
- 2011 — 77 Shadow Street
- 2012 — House of Odd
- 2012 — Odd Apocalypse
- 2013 — Innocence
- 2013 — Deeply Odd
- 2014 — The City
- 2015 — Ashley Bell
- 2015 — Saint Odd
- 2017 — The Silent Corner — Тихий уголок
- 2017 — The Whispering Room
- 2018 — The Crooked Staircase

## Романы и сборники рассказов (на русском)
Названия приводятся в соответствии с заглавиями книг в сериях «Дин Кунц. Коллекция» и «Книга-загадка, книга-мистика. Дин Кунц» издательства «ЭКСМО», а также книг Дина Кунца, изданных издательством «Центрполиграф».
1972
- «Chase»

1973
- «Shattered»
- «Demon Seed» — «Дьявольское семя»

1975
- «Invasion» — «Вторжение»

1976
- «Prison of Ice» — «Ледяная тюрьма»
- «Night Chills» — «Ночной кошмар»

1977
- «The Face of Fear» — «Лицо страха»
- «The Vision» — «Видение»

1979
- «The Key to Midnight» — «Ключи к полуночи»

1980
- «The Voice of the Night» — «Голос ночи»
- «The Funhouse» — «Дом ужасов»
- «Whispers» — «Шорохи»

1981
- «The Mask» — «Маска»
- «The Eyes of Darkness» — «Глаза тьмы»

1982
- «The House of Thunder» — «Дом Грома»

1983
- «Phantoms» — «Фантомы»

1984
- «Darkfall» — «Сошествие тьмы»
- «The Servants of Twilight» — «Сумерки»

1985
- «Twilight Eyes» — «Сумеречный взгляд»
- «The Door to December» — «Дверь в декабрь»

1986
- «Strangers» — «Незнакомцы»

1987
- «Watchers» — «Ангелы-хранители»
- «Shadow Fires» — «Призрачные огни»

1988
- «Lightning» — «Молния»

1989
- «Midnight» — «Полночь»

1990
- «The Bad Place» — «Нехорошее место»

1991
- «Cold Fire» — «Холодный огонь»

1992
- «Hideaway» — «Логово»

1993
- «Mr. Murder» — «Мистер Убийца»
- «Dragon Tears» — «Слёзы дракона»

1994
- «Winter Moon» — «Зимняя луна»
- «Dark Rivers of the Heart» — «Тёмные реки сердца»

1995
- «Icebound» — «Ледяная тюрьма» (переиздание)
- «Strange Highways» — «Неведомые дороги»

1996
- «Intensity» — «Очарованный кровью»
- «Ticktock» — «Тик-Так»

1997
- «Demon Seed» — «Дьявольское семя» (переиздание)
- «Sole Survivor» — «Единственный выживший»

1998
- «Fear Nothing» — «Живущий в ночи»
- «Seize the Night» — «Скованный ночью»
- «Dark of the Woods» — «Во мраке лесов», сборник рассказов «Soft Come the Dragons» — «Убивающие взглядом»

1999
- «False Memory» — «Ложная память»

2000
- «From the Corner of His Eye» — «Краем глаза»

2001
- «Warlock» — «Ясновидящий»
- «One Door Away from Heaven» — «До рая подать рукой»

2002
- «By the Light of the Moon» — «В свете луны»

2003
- «The Face» — «Лицо в зеркале»
- «Odd Thomas» — «Странный Томас» — первая книга цикла «Странный Томас»

2004
- «The Crimson Witch» — «Багровая ведьма»
- «Children of the Storm» — «Дети бури»
- «Hell’s Gate» — «Врата ада»
- «The Taking» — «Вторжение»
- «Life Expectancy» — «Предсказание»
- «Demon Child» — «Ребёнок — демон»

2005
- «Prodigal Son» — «Франкенштейн. Блудный сын» — первая книга цикла «Франкенштейн Дина Кунца», написана в соавторстве с Кевином Андерсоном
- «Velocity» — «Скорость»
- «City of Night» — «Франкенштейн. Город ночи» — вторая книга цикла «Франкенштейн Дина Кунца», написана в соавторстве с Эдом Горманом
- «Forever Odd» — «Казино смерти» — вторая книга цикла «Странный Томас»

2006
- «The Husband» — Подозреваемый
- «Brother Odd» — «Брат Томас» — третья книга цикла «Странный Томас»

2007
- «The Good Guy» — «Славный парень»
- «The Darkest Evening of the Year» — «Самый тёмный вечер в году»

2008
- «Odd Hours» — «Ночь Томаса» — четвёртая книга цикла «Странный Томас»
- «In Odd We Trust» — комикс по циклу книг «Странный Томас»
- «Your Heart Belongs to Me» — «Твоё сердце принадлежит мне»

2009
- «Dead and Alive» — «Мёртвый и живой» — третья книга цикла «Франкенштейн Дина Кунца»
- «Relentless» — «Безжалостный»

2010
- «Lost Souls» — «Потерянные души» — четвёртая книга цикла «Франкенштейн Дина Кунца»
- «Breathless» — «Затаив дыхание»

2011
- «What the Night Knows» — «Что знает ночь?»

## Экранизации произведений
- 1977 — Пассажиры
- 1977 — Потомство демона
- 1988 — Наблюдатели
- 1990 — Шорохи
- 1990 — Лицо страха
- 1990 — Наблюдатели 2
- 1991 — Слуги сумерек
- 1995 — Убежище
- 1997 — Острота ощущений
- 1998 — Мистер убийство
- 1998 — Фантомы
- 2000 — Единственный выживший
- 2001 — Тёмная река
- 2004 — Франкенштейн
- 2013 — Странный Томас